# Bulgan
Bulgan (mong. Булган) – miasto w Mongolii, stolica administracyjna ajmaku bulgańskiego, położone 330 km na zachód od stolicy kraju Ułan Bator.
Leży na wysokości około 1200 m n.p.m. W 2010 roku liczyło 11,3 tys. mieszkańców. Dominuje ludność chałchaska, ale jest też dość liczna grupa Kazachów. Nazwa miasta pochodzi od pobliskich gór Bulgan Chaan. W 1958 powstał w Bulganie jeden z pierwszych w kraju młynów zbożowych, zbudowany przez ZSRR. W latach 70. i 80. XX w. istniał także kombinat spożywczy oraz duża elektrownia cieplna bazująca na uruchomionej w 1965 odkrywkowej kopalni węgla brunatnego w pobliskim Sajchanowoo, wydobywającej na przełomie lat 70/80. 15 tys. ton węgla. 
W mieście znajduje się (stan na 2008) Muzeum Ajmaku i Muzeum Etnograficzne, Mauzoleum Chatan Batora Magsardżawa oraz klasztor lamajski Ligsziddongajlin chijd (w starszej polskiej literaturze znany jako Wan Chüree), założony w latach 1666- 1667 (według Gungaadasza w XVIII w.), w znacznym stopniu zniszczony w 1937 przez komunistów. Miasto posiada port lotniczy.
W mieście urodziła się zapaśniczka Najdangijn Otgondżargal i zapaśnik Czagnaadordżijn Gandzorig, uczestnicy igrzysk w Pekinie 2008 roku.